# Palaemonetes octaviae
Palaemonetes octaviae är en kräftdjursart som beskrevs av Chase 1972. Palaemonetes octaviae ingår i släktet Palaemonetes och familjen Palaemonidae. Inga underarter finns listade i Catalogue of Life.